# Tete Álvarez
Tete Álvarez (Cádiz, 1964) es un artista visual que emerge en el momento de transición entre en el ocaso de los medios analógicos y la consolidación de los digitales y cuya obra transita por diferentes soportes que van desde las películas en Super-8 y audiovisuales, realizados a finales de los años 80, a los vídeos, fotografías e instalaciones de los 90 y las obras de net.art y de arte digital realizadas a partir del año 2000. De esta manera, su propio desarrollo artístico ha podido ser testimonio de esta evolución tecnológica señalando las estrategias, ideologías y discursos que la han acompañado.
Ha sido editor, junto con su hermano José Álvarez, de Ars Operandi, revista digital de arte contemporáneo especializada en crítica y debate en torno a las prácticas artísticas. En el ámbito asociativo ha formado parte de las juntas directivas del Instituto de Arte Contemporáneo y de la Unión de Artistas Visuales de España y ha sido, entre 2015 y 2019, presidente de la Unión de Artistas Visuales de Andalucía.

## Trayectoria artística

### Primeros trabajos
Los primeros trabajos de Tete Álvarez, como parte del colectivo Arte-Acción, están fechados en la década de 1980. Arte-Acción fue un colectivo dedicado a la imagen radicado en Córdoba (España) de vocación experimental y muy impregnado del espíritu de su época. Influenciados por el surrealismo de Buñuel y el cine expresionista alemán realizaron cortometrajes en Super-8 y Vídeo-8, videoclips musicales y fotografía documental sobre tribus urbanas.
En 1986, Tete Álvarez empieza a colaborar con la TVM de Córdoba, una de las pioneras emisoras municipales de televisión en España. En 1987 realiza el servicio militar obligatorio en el Servicio Cinematográfico del Ejército en Madrid. A partir de 1988 desarrolla una carrera profesional, paralela a la incipiente artística, que le lleva a trabajar en una de las primeras experiencias de televisión por cable y posteriormente en una cadena regional de TV.
Es en 1989 cuando comienza a firmar de manera individual los primeros trabajos artísticos; son obras en soporte fotográfico realizadas a partir de capturas con cámara de vídeo. Otras, como Código de Tiempos (1993), son todavía claramente indagatorias sobre la naturaleza del medio y en concreto sobre el carácter temporal de la imagen electrónica.
En 1993 presenta Pausa y tono, su primera exposición individual, realizada en la Galería Viana de Córdoba, dirigida por el pintor Antonio Povedano, y que contó con el comisariado de Ángel Luis Pérez Villén. La instalación recurría a fotografías tomadas de emisiones de TV, a cámaras de circuito cerrado con retardo temporal y al uso del sonido para plantear una reflexión sobre la incomunicación como efecto de la saturación de mensajes y medios.

### Paisajes de los media / Paisajes del espectáculo
Con la obra Paisajes recibe en 1994 la Beca de Artes Plásticas de la Diputación de Córdoba de manos de un jurado con presencia de Kewin Power, Soledad Lorenzo y Marta González, Conservadora del MNCARS entre otros.  Paisajes se plasmaba en una vídeoinstalación de dos canales que confrontaba las imágenes de grabaciones procedentes de cámaras de vigilancia que el artista había instalado en distintos puntos de la ciudad con la imagen en tiempo real de la cadena de noticias norteamericana CNN en un intento por plantear los difusos límites entre paisaje real y paisaje mediático. 
" Las cámaras de seguridad, en este caso, funcionaban como metáfora del control y la vigilancia en el sentido que le otorga Foucault, cuando habla de la tecnología disciplinaria como una de las tecnologías de poder que mejor describen estas nuevas formas de regulación y control social. Este mismo dispositivo de vigilancia lo utilicé en el ámbito institucional en Museum, la instalación fotográfica que realicé para el 150 aniversario del Museo de Bellas Artes de Córdoba donde instalé cámaras de CCTV, el museo aún no disponía de ellas, para registrar imágenes en vídeo de los visitantes en el acto de contemplación de las obras.    
La dotación económica de la beca le permitió acometer un proyecto ambicioso que contemplaba la realización de diez instalaciones en el Palacio de la Merced de Córdoba y la edición de una publicación con texto crítico de Mar Villaespesa. A partir de esta muestra Tete Álvarez comienza a colaborar con Cavecanem, galería sevillana que reunía a buena parte de la vanguardia artística andaluza en la década de 1990, y con la que sería asiduo a la Feria Internacional de Arte Contemporáneo ARCO. En 1997 presenta, Apuntes del natural, la primera de las tres exposiciones que realizaría con la galería y ese mismo año lleva estos trabajos al espacio independiente Cruce en Madrid. Ya en 2000, y con el comisariado de Ángel Luis Pérez Villén, presenta en el Centro Andaluz de Arte Contemporáneo Especulaciones, una serie de instalaciones creadas específicamente para el Claustro de Procuración del Monasterio de la Cartuja en Sevilla.
Sobre el telón de fondo de los mecanismos que distorsionan la percepción de la realidad, en esta series de trabajos Tete Álvarez propone articular un proceso de deconstrucción del lenguaje de los medios de comunicación, a partir del cual se abordan cuestiones alusivas a la condición espectacular de la sociedad de la información y la deriva represiva de la tecnología. Asociadas a estos temas, las series de obras realizadas los últimos años del siglo XX plantean hipótesis de verificación de la realidad mediante procesos que cursan entre la simulación y la apropiación, el tiempo real y el diferido por los media, la ficción y la hiperrealización, lo real y lo virtual, la mímesis y la alegoría.

### Paisajes de tiempo y espacio: velocidad
A partir del año 2000 su trabajo se abre a una nueva perspectiva disciplinar al utilizar herramientas de la red (HTML, Flash), con las que aborda desde una perspectiva crítica, no exenta de ironía, sus e_works : indiscriminados collages visuales y conceptuales, realizados con imágenes y símbolos procedentes del entorno de internet.
"La aparición a finales del siglo XX del fenómeno de las prácticas en la red abrió un terreno muy fértil para los artistas que veníamos trabajando con los sistemas de comunicación. El net.art se presentaba no solo como un soporte inmaterial sino como un espacio de igualdad no jerarquizado, como una herramienta de distribución no mediada de la producción y como un instrumento de intercambio de conocimiento entre comunidades red".  
Durante la década de 2000 Tete Álvarez realiza exposiciones individuales en instituciones públicas como el Centro de Fotografía de la Universidad de Salamanca o el Istituto Europeo di Design, galerías nacionales como Cavecanem, T20, Valle Ortí o Trama. De manera colectiva participa en exposiciones, ferias y bienales internacionales como Paris Photo, Artissima, ARCO, la Bienal Internacional del Deporte en el Arte o la Bienal Internacional de Arte de Sevilla en la muestra comisariada por Okwui Enwezor. Trabajos de esta época se pudieron contemplar en exposiciones grupales como Puerto Rico'00. Paréntesis en la ciudad en Fortaleza # 302 de Puerto Rico, Pasión. Spanish design en Akademie der Künste de Berlín, Cyberia 02 en Fundación Marcelino Botín de Santander o Indisciplinados en MARCO de Vigo.      
Son series, las series fechadas en los primeros años de 2000, como Fotofinish, Fairplay, Dromos, Do ut des, Altius, altius, altius o Cuatro en raya con citas al deporte, el juego y la competición pero en las su aparato alegórico apunta a otros mundos: el trabajo, la mercancía y las relaciones comerciales.  
"El interés por estos conceptos, y por el de su vector resultante, la velocidad, alumbra un buen número de obras en las que planea la sombra de Paul Virilio cuando hablaba de aceleración de la Modernidad, de la dromocracia y de cómo el poder es inseparable de la riqueza y la riqueza es inseparable de la velocidad.".  
Estos trabajos dan paso a series como Desterritorios, Topometrías, Confines, Localizaciones, Cronotopos, Tracks, Estratigrafía o Transurbancias en los que aborda la exploración del territorio a la luz de tecnologías de la comunicación y que interrogan acerca de la percepción del espacio, del territorio que permanece cuando las distancias han quedado reducidas por la instantaneidad de los flujos de comunicación en tiempo real. 
"Hablábamos antes, y José Luis Brea lo destacaba, de la relación espacio y tiempo como uno de los ejes que articulan el trabajo. Y es que son magnitudes que me han interesado especialmente porque creo que constituyen dos de los rasgos más definitorios de la sociedad contemporánea. Ambos conceptos  han trazado desde el principio de la Historia las coordenadas de la posición del hombre en el mundo y, en época reciente, han sufrido una transformación radical en la manera que tenemos de percibirlos. El tiempo cronológico entendido como devenir histórico ha dejado paso al tiempo real, ése perpetuo presente en el que todo acontece en riguroso directo. El espacio, por su parte ha dejado de ser múltiple y plural para devenir en un espacio único homogeneizado por la lógica de la globalización.".  

### Paisajes del mundo en red
Aunque la utilización de imágenes procedentes de los media ha sido, desde sus primeras obras, una práctica habitual en el trabajo de Tete Álvarez, a partir de 2010, su producción se nutre exclusivamente de las imágenes y sonidos que se producen y distribuyen en la red. Apelando a una cierta conciencia ecológica en la generación de imágenes Tete Álvarez prefiere servirse de las existentes, de las que colmatan a diario los canales de distribución de los media, de las que se alojan en las esquinas de la red. Y con ellas hilvanar una proposición –una promesa de relectura- que se añade a la adherida en origen y que termina poniéndola en cuestión, desvelando su narrativa y los intereses que viene a servir. Son trabajos que para el crítico Sema D'Acosta se desarrollan en "el territorio de lo vernáculo digital, una demarcación establecida por Joan Fontcuberta en 2011 para designar algunos aspectos de uno de los movimientos más interesantes en torno a las derivas ontológicas de la imagen a principios del siglo XXI, la Postfotografía".
Obras y series como Escenografías, Patchworks, Traslaciones, Desplazamientos, #diptych#ACLU#instgrm, Look! Up in the sky!, etc. apuntan, según el crítico Peio Aguirre, en una doble dirección “por un lado, la artificiosidad estereotipada de las imágenes no ya de la política, sino de la representación de lo político; por otro, la afectividad que toda imagen mediática tiene hoy en día introducida en los dispositivos más inmediatos a la gente (teléfono móvil, televisión, redes sociales)”.
"No hay tiempo para consumir las imágenes porque éstas son sepultadas de inmediato por otra montaña de imágenes. No se permite un segundo para el análisis crítico de las imágenes porque podríamos reparar en desvelar los mecanismos que las sustentan. ¿Qué se puede hacer? Ante todo, como decía Farocki, desconfiar de las imágenes. Leer entre ellas, conocer cómo se construyen, tratar de esclarecer la ideología que subyace detrás de cada una, cuestionar su estatuto de neutralidad, tener presente que no hay imágenes inocuas, que ninguna imagen es inocente, que todas obedecen a la lógica de quien las promueve.".  